# Russula risigallina
Russula risigallina (August Batsch, 1786 ex Pier Andrea Saccardo, 1915), sin. Russula lutea (William Hudson, 1778 ex Samuel Frederick Gray, 1821), denumită în popor vinețică ciobănească, sau, ca și Russula claroflava, vinețica ciobanului, este o  specie de ciuperci comestibile din încrengătura Basidiomycota în familia Russulaceae și de genul Russula care coabitează, fiind un simbiont micoriza (formează micorize pe rădăcinile arborilor). Ea se dezvoltă în România, Basarabia și Bucovina de Nord solitară sau în grupuri mai mici, în păduri de foioase pe lângă carpeni, castani, fagi, mesteceni, stejari și tei precum în cele de conifere sub molizi și brazi, de la câmpie la munte, din iulie până în octombrie. 

## Descriere

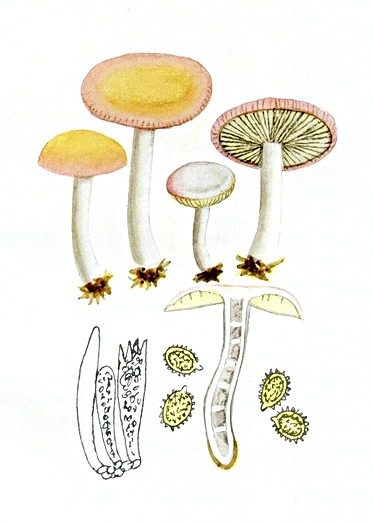
Bres.: R. risigallina

- Pălăria: este de mărime submedie pentru ciuperci plin dezvoltate cu un diametru de aproximativ 3-7 (8) cm, inițial semisferică cu marginea răsfrântă spre picior, apoi boltită, în sfârșit plată și adâncită în centru cu margini atunci răsucite în sus. Cuticula care poate fi cojită numai parțial, este netedă,  mată pe vreme uscată, dar umedă precum ușor unsuroasă la umezeală. Coloritul cuticulei este de obicei galben ca lămâia până portocaliu de caise, câteodată cu nuanțe roze sau roșiatice.
- Lamelele: sunt subțiri și țăndărind, de aceeași lungime, bifurcate spre margine, stau dens și sunt unite cu piciorul, fiind la început palide, apoi galbene ca gălbenușul de ou sau galben-portocalii.
- Piciorul: are o înălțime de 4-6 (8) cm și o lățime de 0,6-1,5 cm, fiind alb, cilindric și câteodată ceva disproporționat, foarte fragil, în tinerețe împăiat, apoi gol în interior. Tija albă stă în contrast cu galbenul lamelelor.
- Carnea: este moale și sfărâmicioasă, în tinerețe cu miros imperceptibil, repede fructuos, dar plăcut și gust dulceag. Coloritul este, și sub cuticulă, alb, recolorându-se la contact cu aerul.* Caracteristici microscopice: are spori cu o mărime de 8,2-9,2 x 6,5-7,5 microni, rotunjori și ascuțit-reticulari, pulberea lor fiind galbenă.[4][5]
- Reacții chimice: Buretele se decolorează cu anilină încet slab galben-portocaliu, cu fenol brun, în sfârșit negru, cu 1-naftol albastru, cu sulfat de fier gri-roșiatic și cu tinctură de Guaiacum albastru-verzui.[6]

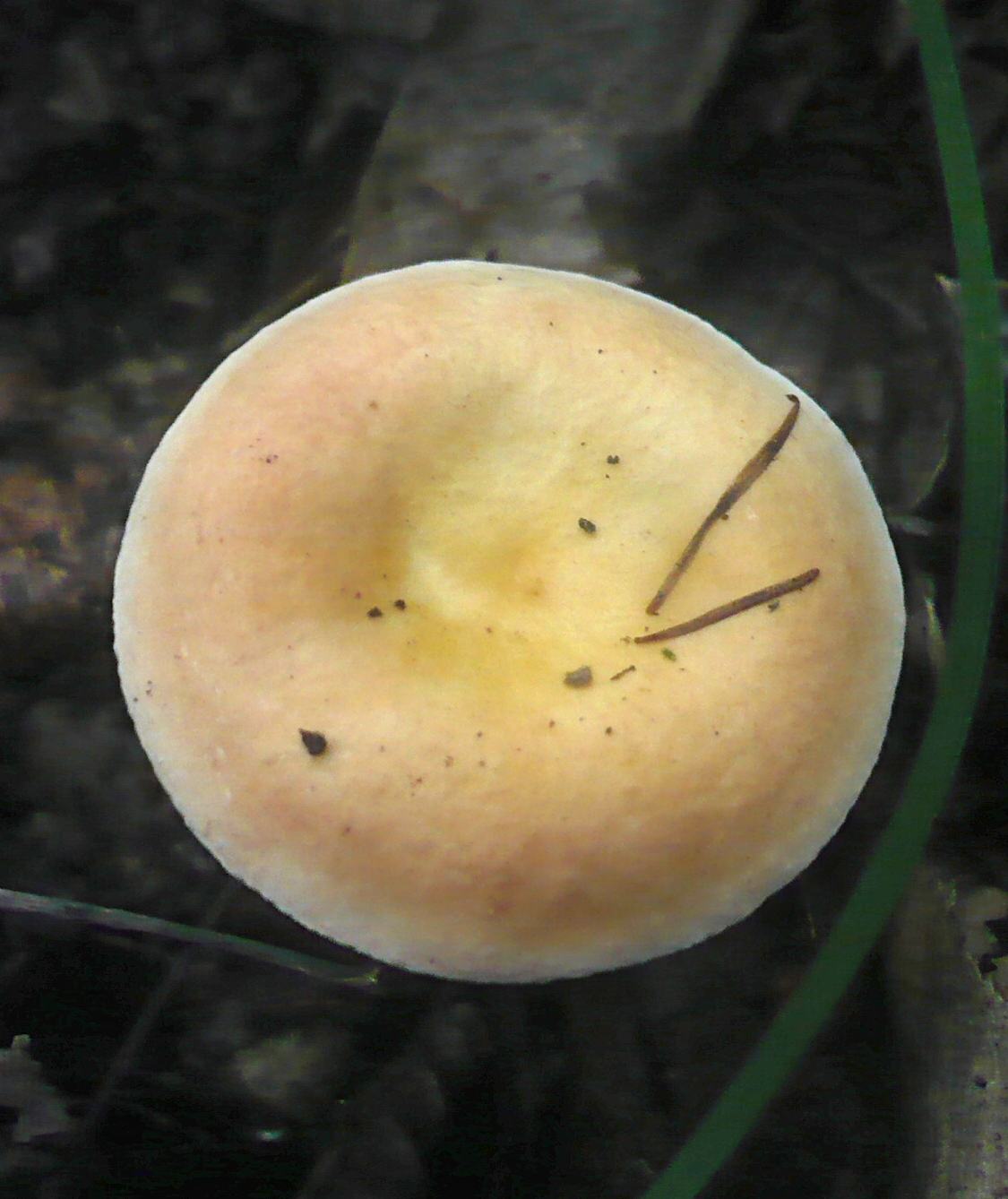
R. risigallina, pălărie
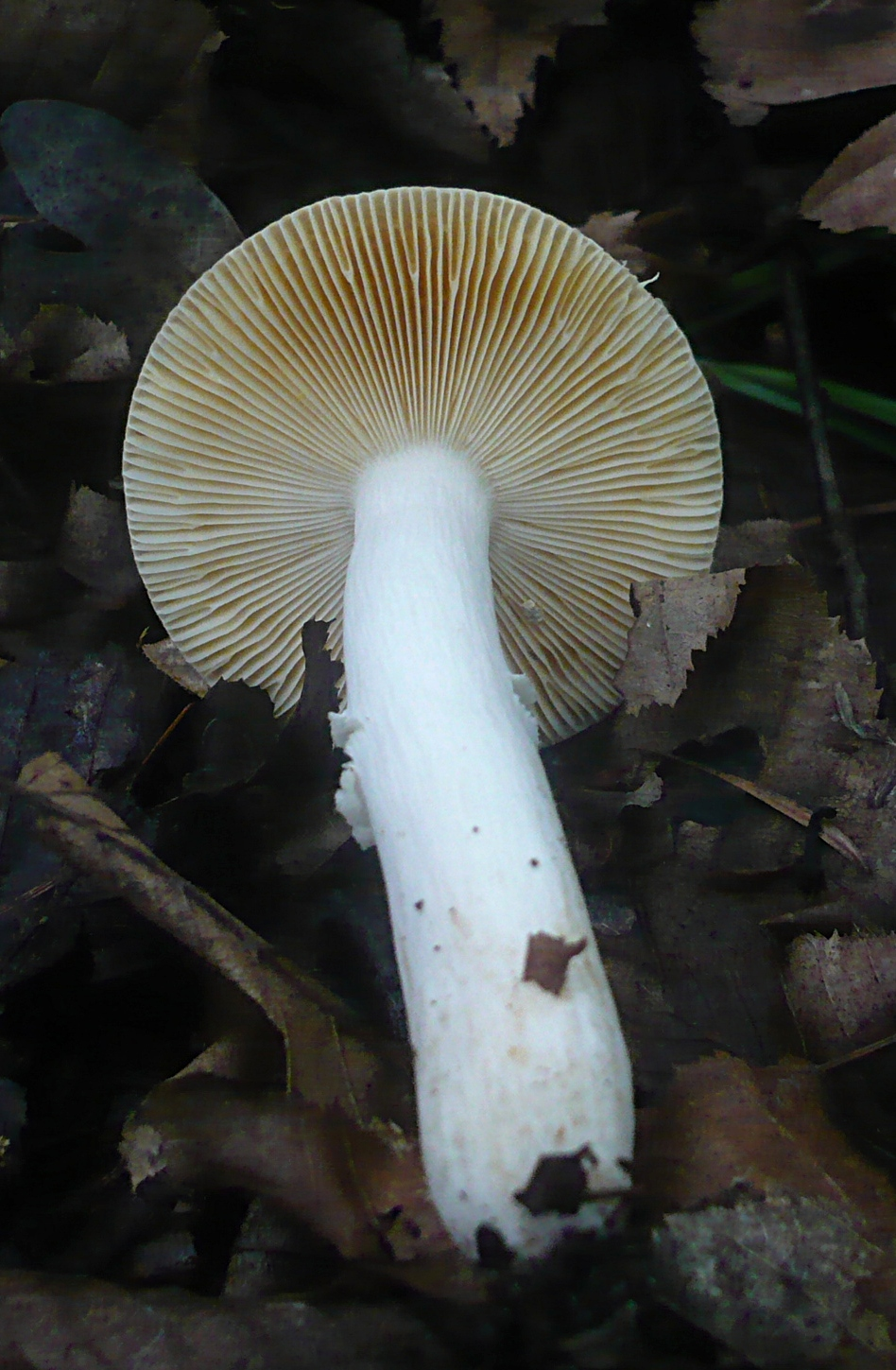
R. risigallina, mai tânără:lamele și picior
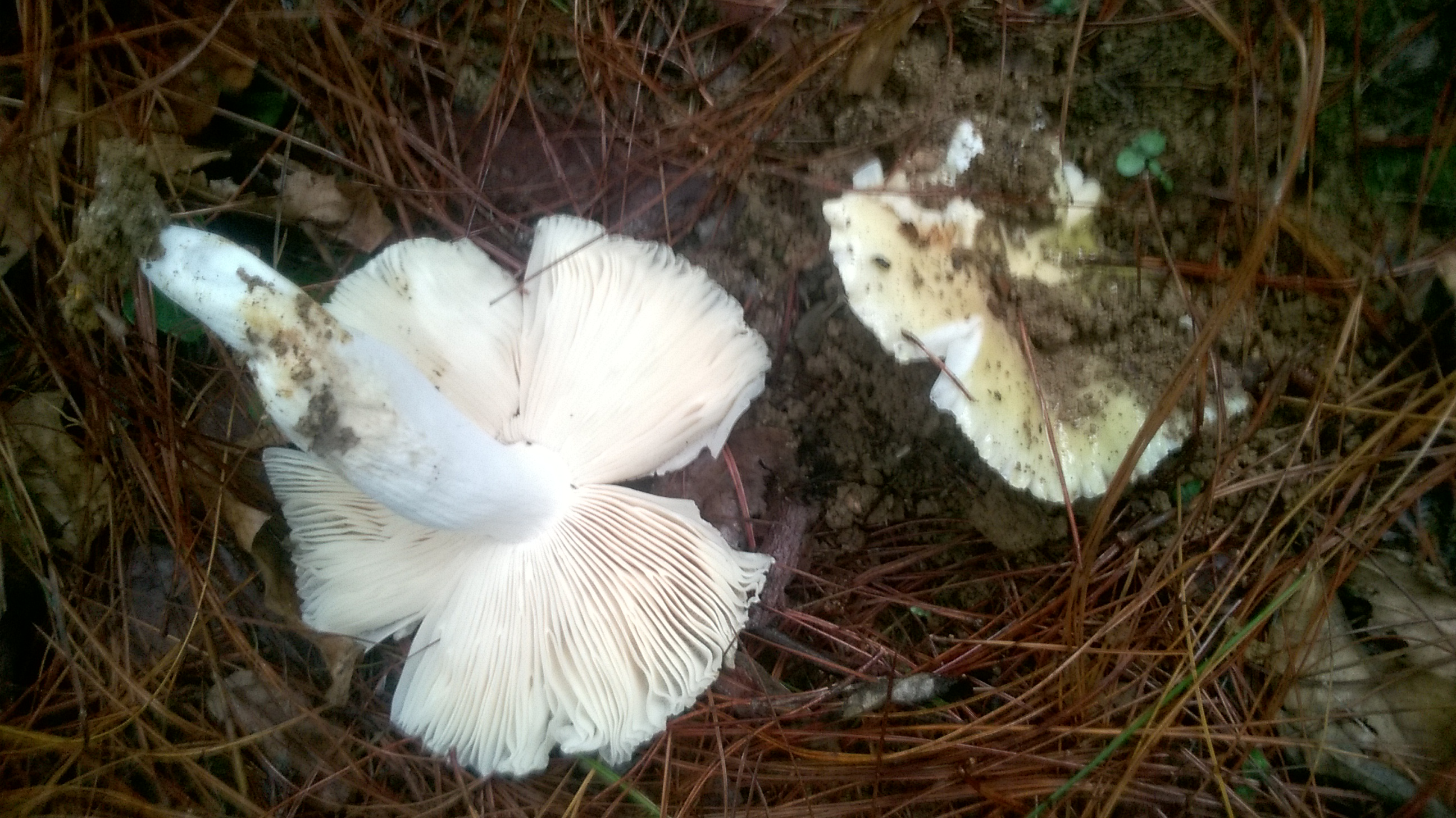
R. risigallina bătrâne: lamele și picior

## Confuzii
Buretele ar putea fi confundat între altele cu soiuri al aceleiași gen, de exemplu cu: Russula aeruginea (comestibil), Russula aurea (comestibil), Russula claroflava sin. Russula flava (comestibil), Russula fellea (necomestibil), Russula foetens (necomestibil), Russula grata sin. Russula laurocerasi (necomestibil), Russula puellaris (comestibil), Russula ochroleuca (comestibil) sau Russula subfoetens (necomestibil).

## Specii asemănătoare

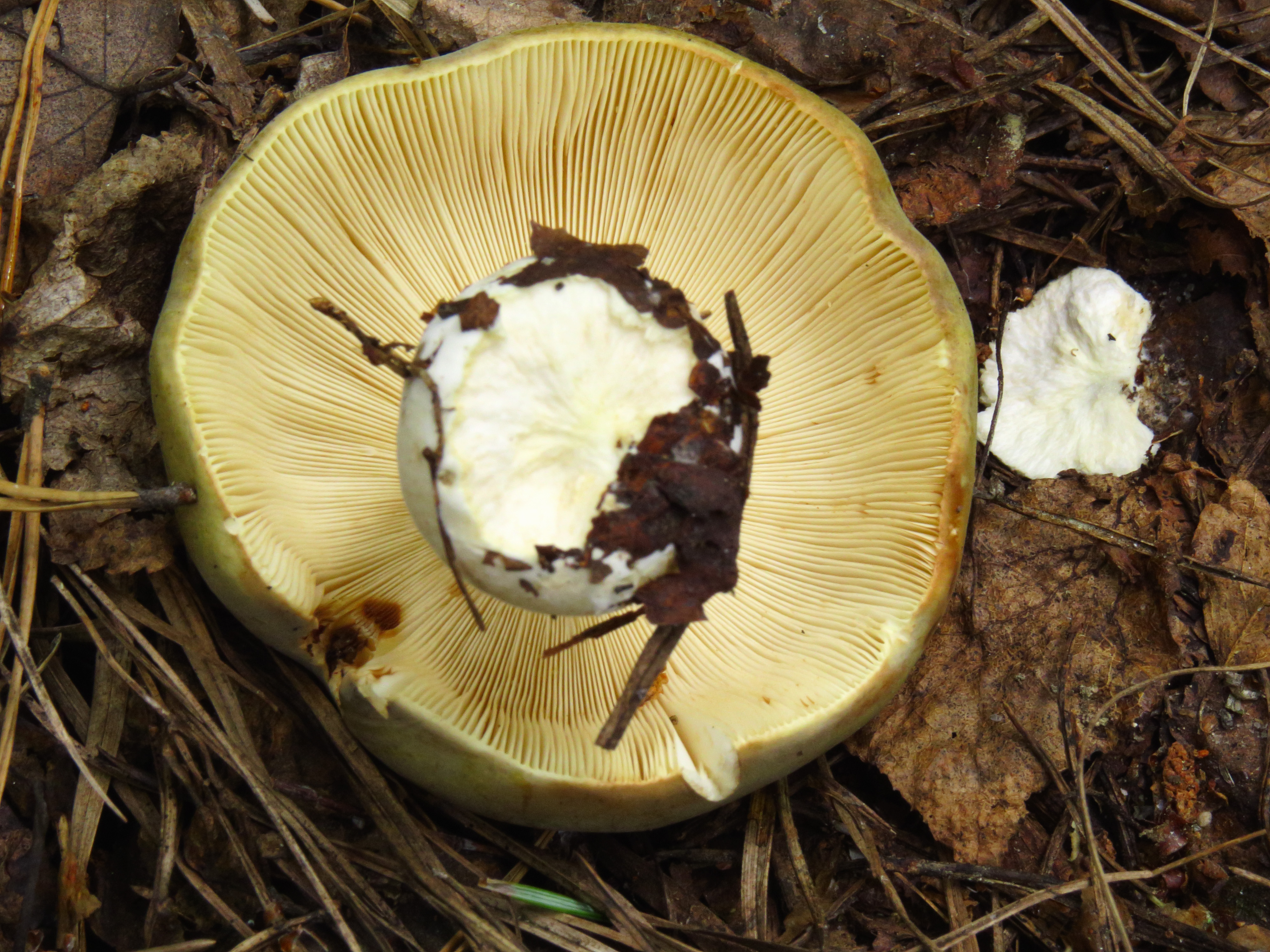
Russula aeruginea
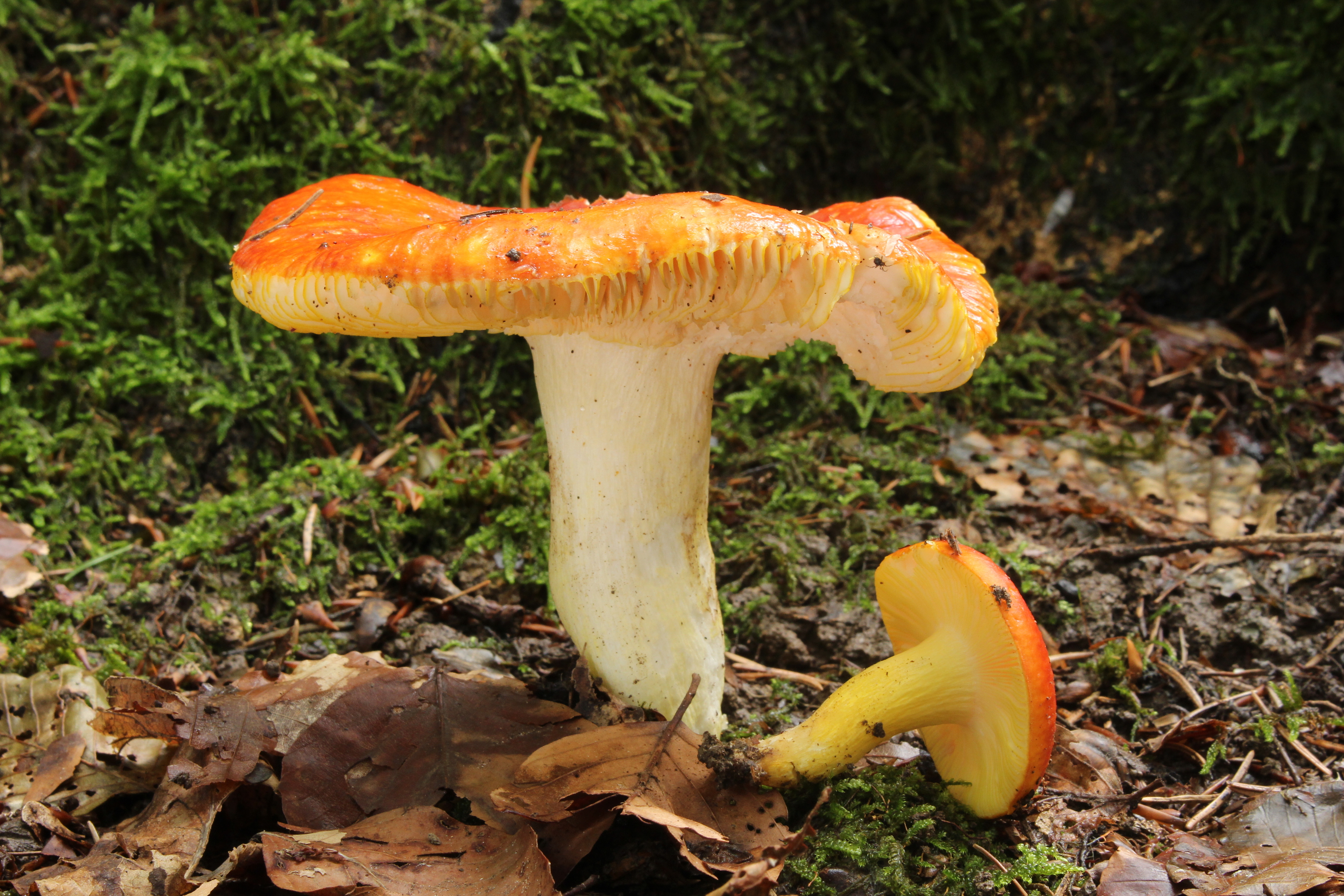
Russula aurea
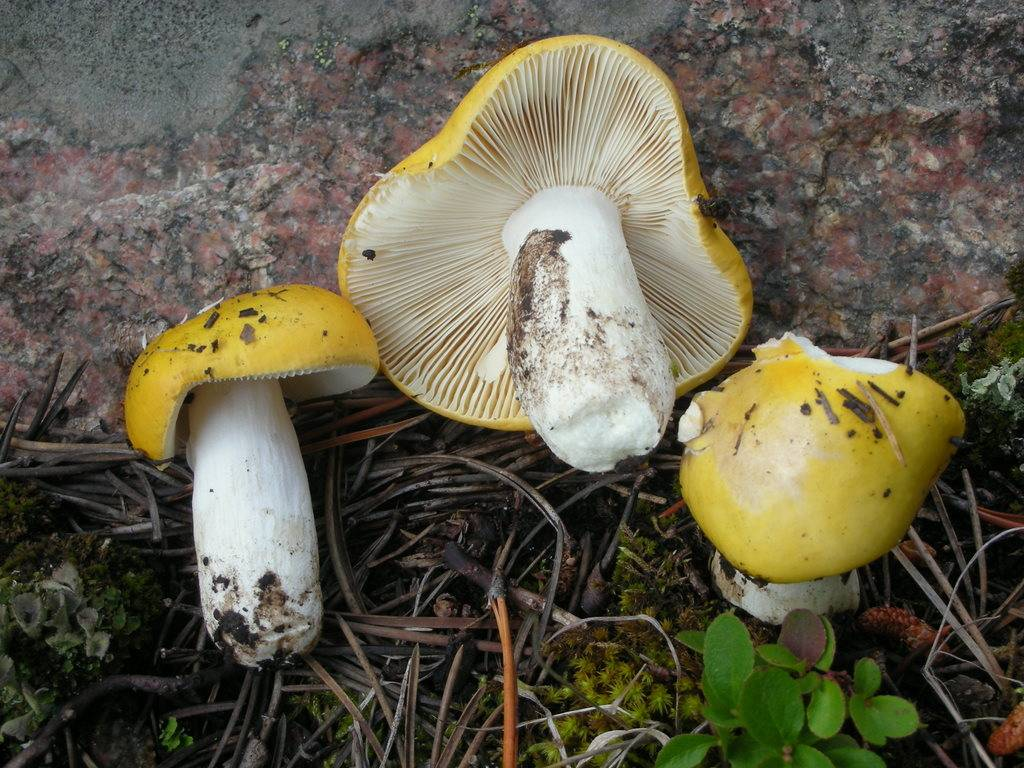
Russula claroflava
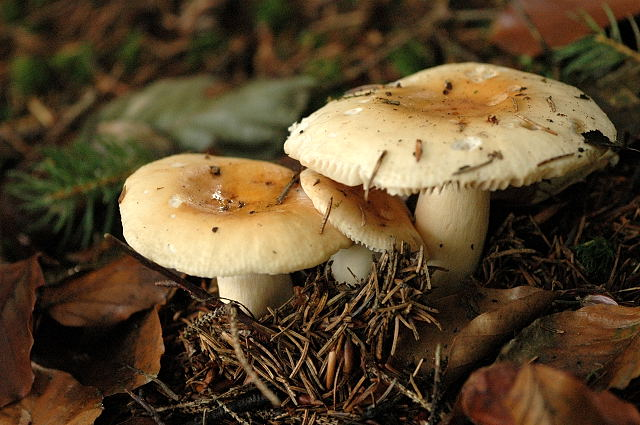
!Russula fellea!
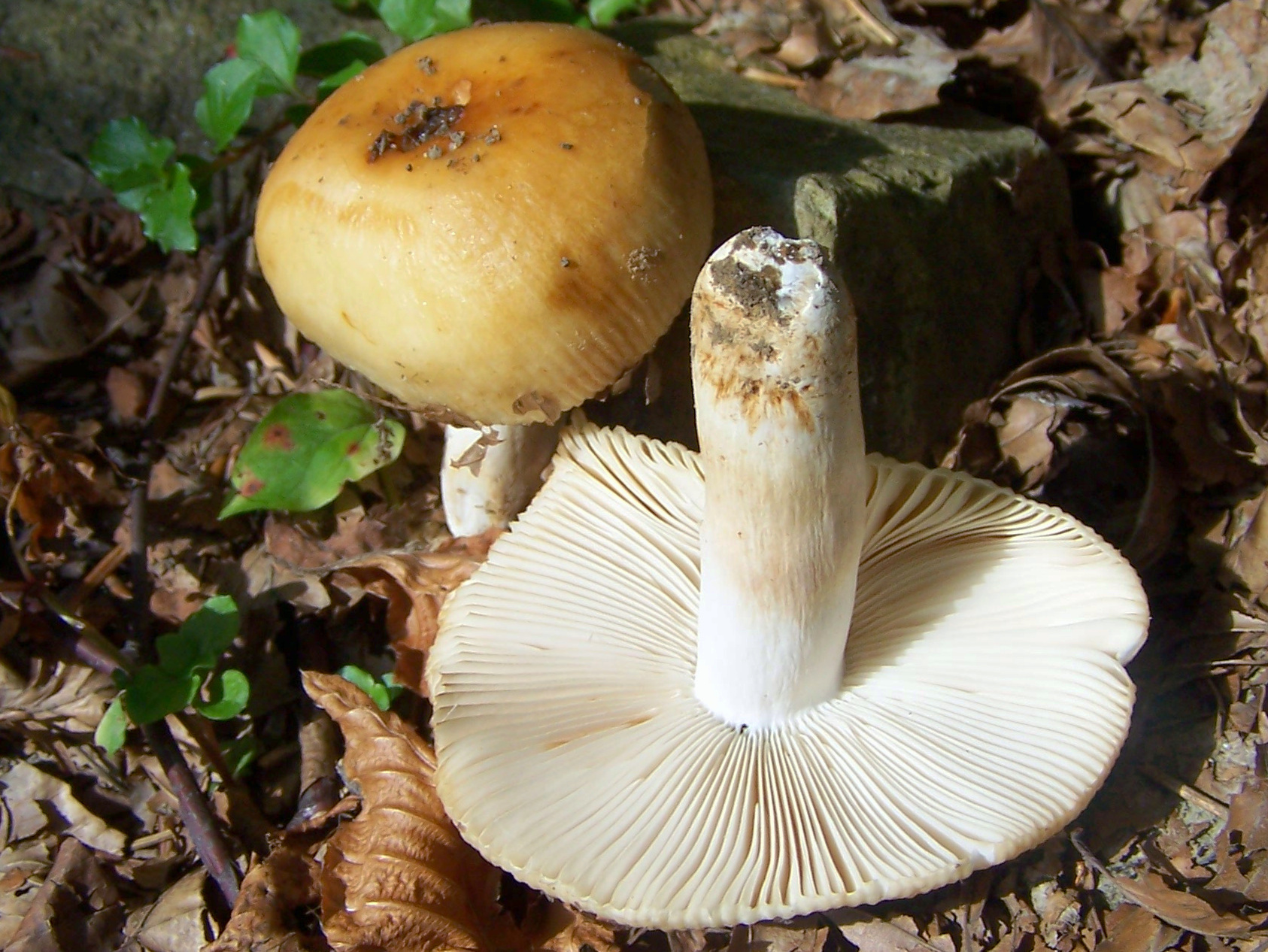
!Russula foetens!
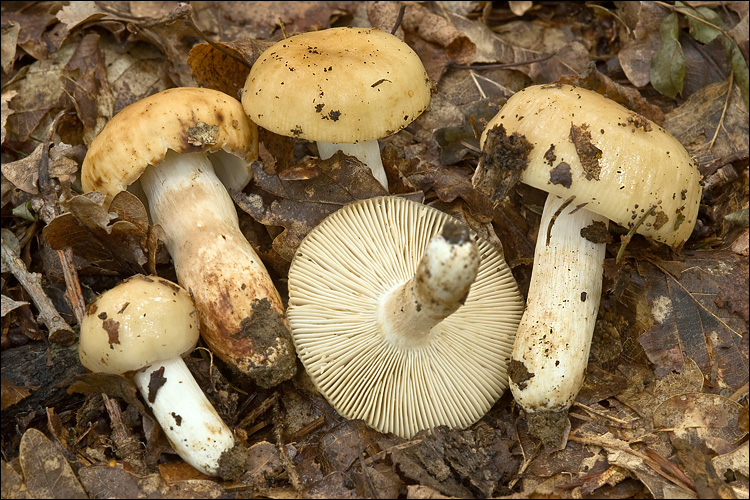
!Russula grata sin. laurocerasi!
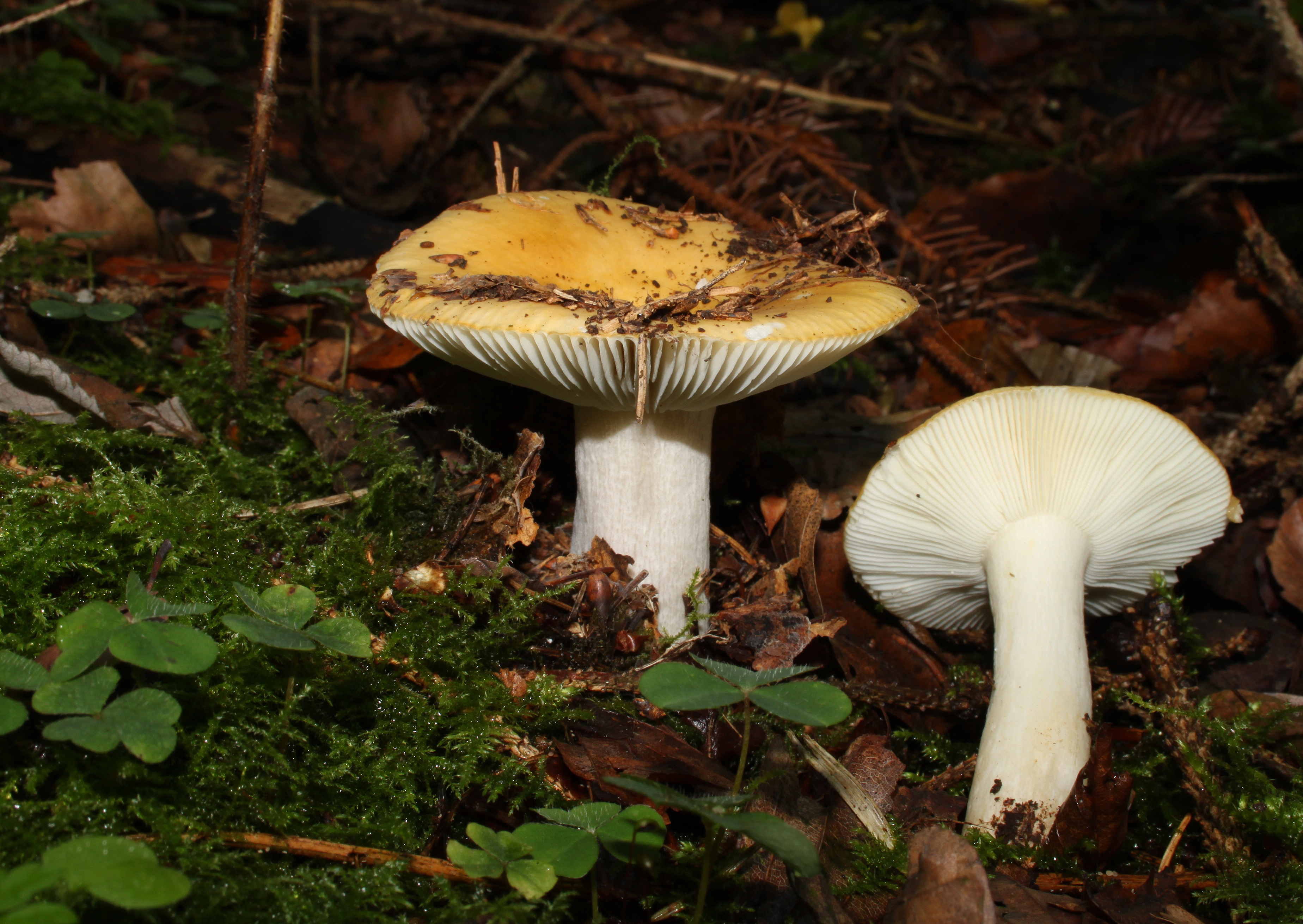
Russula-ochroleuca
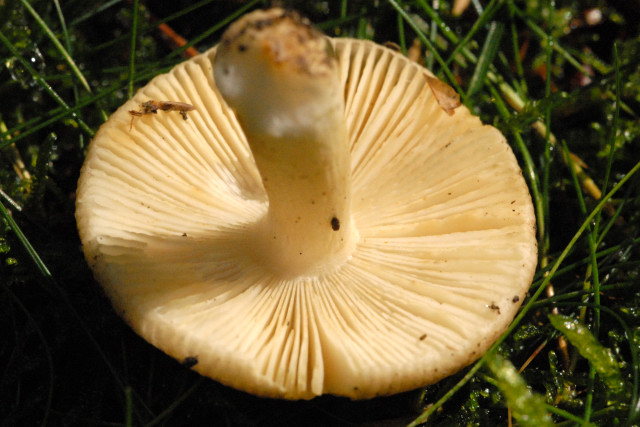
Russula puellaris
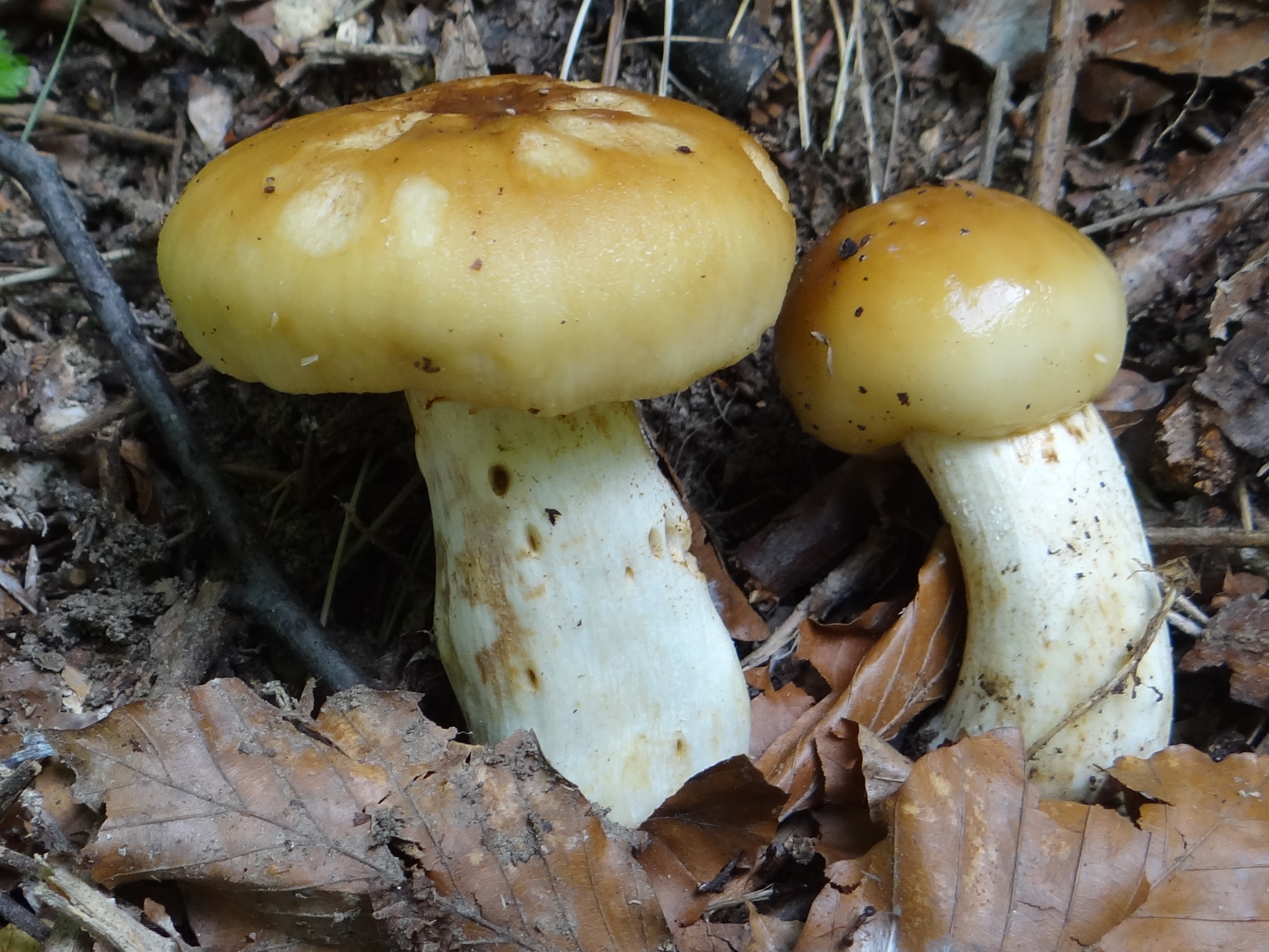
!Russula subfoetens!

## Valorificare
Vinețica ciobănească este, din cauza cârnii foarte moale și fragile nu astfel de delicată ca de exemplu Russula aurea. Ea poate fi preparată ca hulubița, atunci cel mai bine tânără, tăiată fin și crudă într-o salată cu maioneză, hrean, verdețuri sau cu hrean și frișcă precum pe mod ardelean, friptă, cu cepe, boia ardei, smântână și pătrunjel tocat, dar se recomandă amestecarea cu alți bureți de pădure.